# وست ویلج
وست ویلج (به انگلیسی: West Village) محله ای در بخش غربی محله بزرگتری گرینویچ ویلج در منهتن جنوبی، نیویورک است. مرزهای سنتی وست ویلج رودخانه هادسن از غرب، خیابان ۱۴ام غربی از شمال، خیابان گرینویچ از شرق و خیابان کریستوفر از جنوب هستند.
قیمت‌های فروش املاک مسکونی در وست ویلج از گرانترین‌ها در آمریکا هستند که نوعاً از ۲۱۰۰ دلار برای هر فوت مربع (۲۳٬۰۰۰ دلار برای متر مربع) در سال ۲۰۱۷ فراتر می‌روند.